# The Short Night

The Short Night est un projet de film d'Alfred Hitchcock sur l'espionnage entre l'Allemagne de l'Est et l'Allemagne de l'Ouest. Le scénario est inspiré d'une histoire réelle, celle d'un espion anglais du nom de George Blake (rebaptisé Gavin Brand dans le scénario) qui, après s'être évadé de la prison de Wormwood Scrubs à Londres, en 1966, avait trouvé refuge en Union soviétique. Le film ne sera jamais tourné. 

## L'histoire
Gavin Brand est un agent double, condamné à quarante-deux ans de prison pour relations avec l'URSS, qui s'échappe de sa prison en 1966 avec un autre détenu irlandais. Celui-ci, retourné en Irlande, réécrit son histoire pendant que Brand voyage dans les pays de l'Est en écrivant à sa mère et en se lamentant sur ses déceptions sentimentales.

## Un projet qui durera une dizaine d'années, mais qui jamais n'aboutira
En 1970, Hitchcock projetait de le tourner avec, dans les rôles principaux, Jeanne Moreau ou Catherine Deneuve et Walter Matthau. Hitchcock avait acquis les droits de deux livres consacrés au sujet : The Short Night de Ronald Kirkbride (en), et Springing of George Blake de Sean Bourke (en), l'un des compagnons de prison de Blake, qui avait participé à l'évasion de ce dernier.
À partir de décembre 1978 et jusqu'en mai 1979, Hitchcock charge David Freeman de revoir le scénario. Les acteurs alors pressentis sont Robert Redford, Steve McQueen, Clint Eastwood ou encore Sean Connery pour le rôle de Blake et, pour le premier rôle féminin, Liv Ullmann, mais celle-ci n'aurait cependant jamais pu faire le film en raison de son engagement pour jouer dans une comédie musicale à Broadway. Le réalisateur, très diminué physiquement, renoncera finalement au tournage. Il meurt le 29 avril 1980. Le scénario, à l'exception des dialogues, est alors pratiquement terminé.

## Source
- (fr) David Freeman, Les Derniers jours d'Alfred Hitchcock, Jade, Paris, 1985  (ISBN 2-86892-001-2). 270 pages. – Essai suivi du scénario de Nuit brève (The Short Night). – Trad. de David Freeman, The Last Days of Alfred Hitchcock, Overlook, rééd. 1999  (ISBN 087951728-X). – L'« essai » est en fait un journal assez bref et assez triste, entrecoupé de quelques notes relativement anecdotiques concernant l'œuvre passée du « maître du suspense », de la dernière collaboration d'Hitchcock avec un scénariste, l'auteur : David Freeman.